# Hellenotamiai
Die Hellenotamiai (griechischer Plural Ἑλληνοταμίαι = Hellēnota'míai, zusammengesetzt aus Ἕλληνο von Ἕλλην = Hellene, Grieche; ταμίαι Plural zu ταμίας = Verwalter, Zahlmeister) bildeten in der Antike ein Kollegium athenischer Beamter, das für die Verwaltung der Gelder des 478 v. Chr. gegründeten Ersten Attischen Seebundes zuständig war. Zunächst gehörten zehn, ab 411 v. Chr. zwanzig Mitglieder dem Kollegium an. Mit Ende des Peloponnesischen Krieges 404 v. Chr. wurde die Behörde aufgelöst. 
Die Hellenotamiai hatten für die Einzahlungen der Bündnispartner und im Kriegsfall auf Volksbeschluss für die Auszahlungen an die Strategen zu sorgen, das abzuführende Sechzigstel der zu den Dionysien fälligen Tribute (phoros) bei den Schatzmeistern der Athene auf der Akropolis zu deponieren und vielleicht auch die Tributlisten aufzustellen. Es ist belegt, dass sie auch Zuschüsse für den Bau der Propyläen und des Parthenon auszahlten. Außerdem stellten sie das Geld für die Aufzeichnung von Ehrenbeschlüssen. Viele Tributlisten sind inschriftlich erhalten. Die Behörde hatte zehn Beisitzer und einen, bisweilen zwei Schreiber zu ihrer Unterstützung. Um Mitglied des Kollegiums zu werden, musste man Athener aus der Klasse der Pentakosiomedimnoi sein und von der attischen Volksversammlung gewählt werden.
Die Behörde und die Bundeskasse befanden sich ab 478/477 v. Chr. in Delos, ab 454/453 v. Chr. in Athen. Außerdem verwalteten die Hellenotamiai ab 411/410 die Staatskasse der Athener, da beide Kassen zusammengelegt wurden und sie auch die Aufgaben der Kolakreten, der Finanzbehörde, übernahmen. Im Zweiten Attischen Seebund gab es die Behörde nicht.